# Ладья Отчаяния
«Ладья Отчаяния» (бел. Ладдзя Роспачы) — историческая новелла (также публиковалась как легенда и повесть) белорусского писателя Владимира Короткевича о жизнелюбивом рогачёвском дворянине, затеявшем спор со Смертью, который закончился её проигрышем. В печати сначала появился русский перевод произведения, и лишь через несколько лет — оригинал; оба варианта подверглись редакторской правке.
Новела посвящена Рыгору Бородулину.

## История

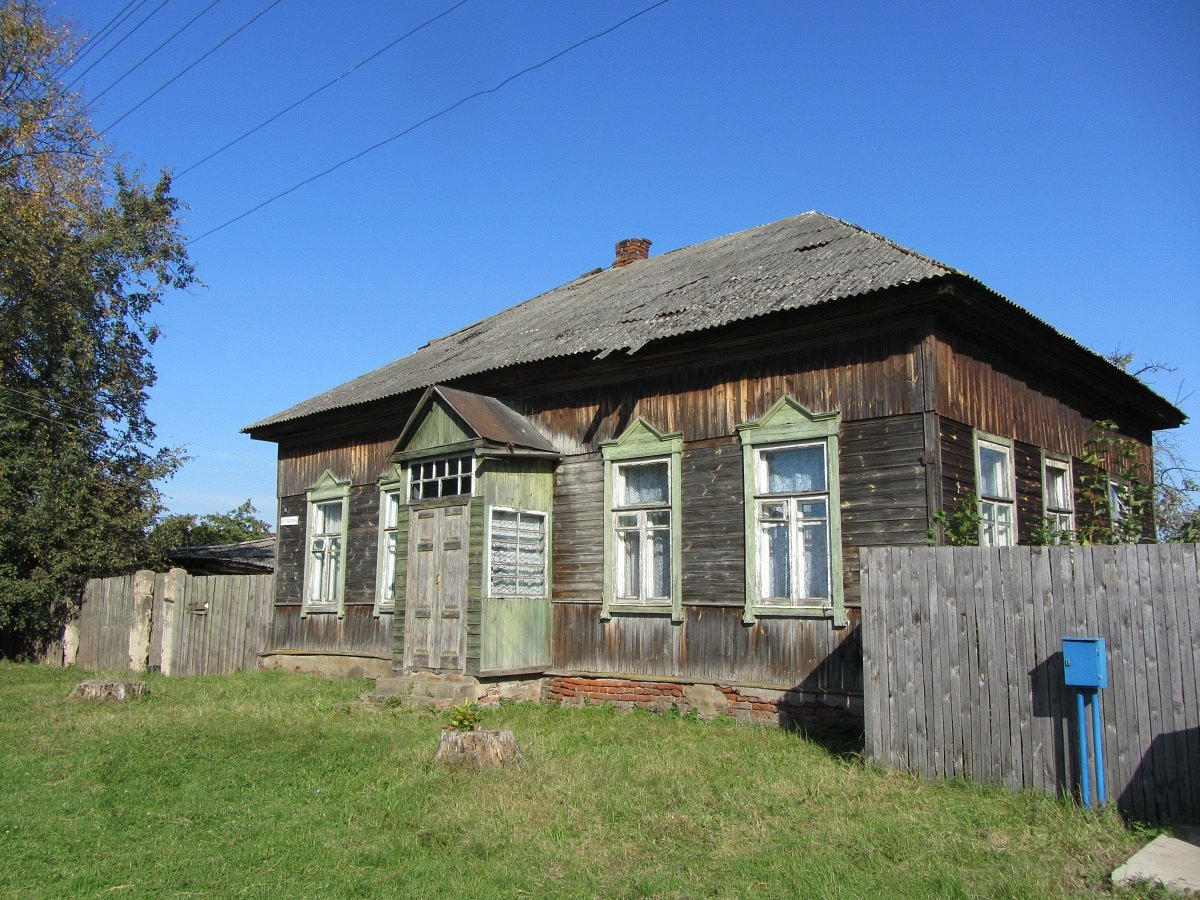
Дом Короткевича в Рогачёве

Новелла была написана на белорусском языке и закончена 2 августа 1964 года в Рогачёве; в рукописи она была подписана «Ильин день. Дождь. Вечер», однако эту помету и дату автор в дальнейшем не включал в издания.
Опубликовано произведение было в 1968 году в переводе Василя Сёмухи на русский язык в минском журнале «Нёман» (№ 2). На белорусском языке с подзагловком «повесть» (бел. аповесць) впервые опубликовано лишь в 1978 году в сборнике «З вякоў мінулых».
Впервые факсимильная авторская версия повести, а также исходный вариант русского перевода были опубликованы в 2010 году в издании, выявившем все цензурные правки. В 2019 году был опубликован новый русский перевод П. Жолнеровича.

## Сюжет

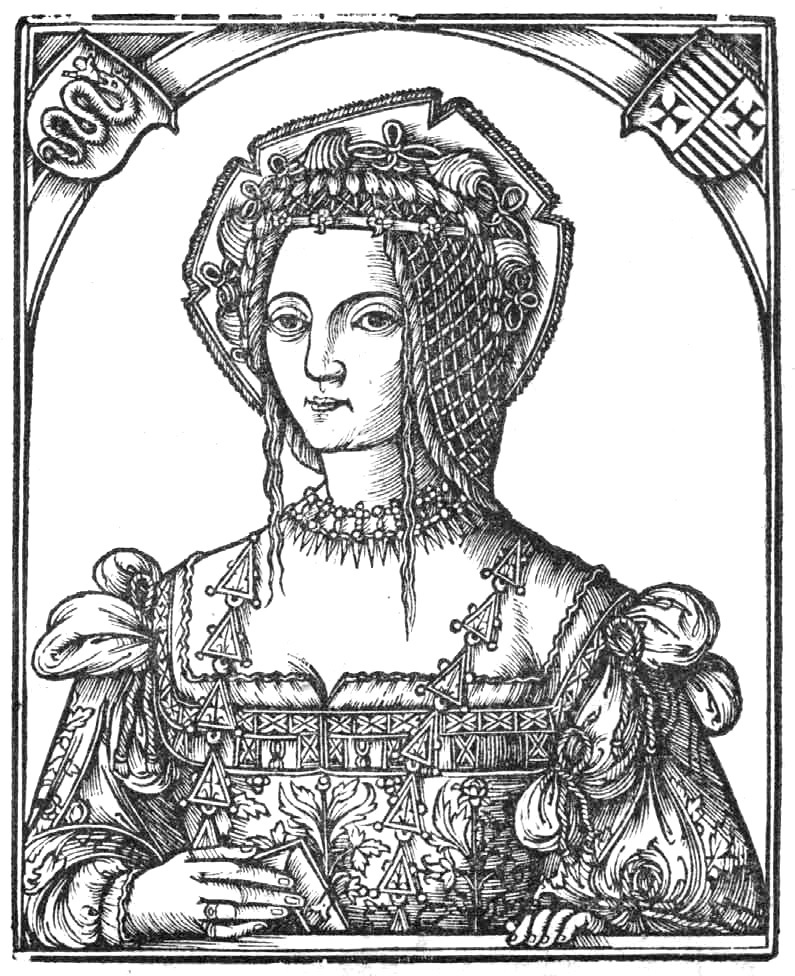
Бона Сфорца (1517)

«Лет триста тому назад» (в оригинале «лет четыреста») в Рогачёве жил небогатый, но родовитый дворянин Гервасий Выливаха («Белая цапля»). Был он «прелюбодей, ухарь, волокита, бражник, задира, бестия продувная и бабник несусветный» и общался с такими же приятелями. Никому не удавалось отвратить Выливаху от грешной жизни, даже королеве Бонне, которая собиралась уже казнить грешника, однако отступила после разговора с ним. Но вот, когда Выливахе было 33 года, за ним пришла Смерть. Она довела его до входа в ад на берегах речки Поникли, и Выливаха спустился вниз. Там его и других недавно умерших ожидала Ладья Отчаяния, на которой Перевозчик должен был доставить их в царство смерти.
Хотя все попутчики Выливахи были угнетены своей участью, сам он пытался развеселить их и устроил бунт на Ладье, призывая не подчиняться Перевозчику. Гервасий, прихвативший с собой лютню даже в царство смерти, запел песню, и остальные гребцы стали подпевать, а на груди Гервасия стал разгораться цветок шипшины, сорванный им на земле. Услышав песню, Перевозчик признался, что когда-то он во время осады предал Полоцк киевскому князю Владимиру, и несёт наказание за это. Одним из гребцов оказывается юная девушка, похожая на женщину, которую Выливаха когда-то полюбил, но она была единственной, кто не ответила ему взаимностью.

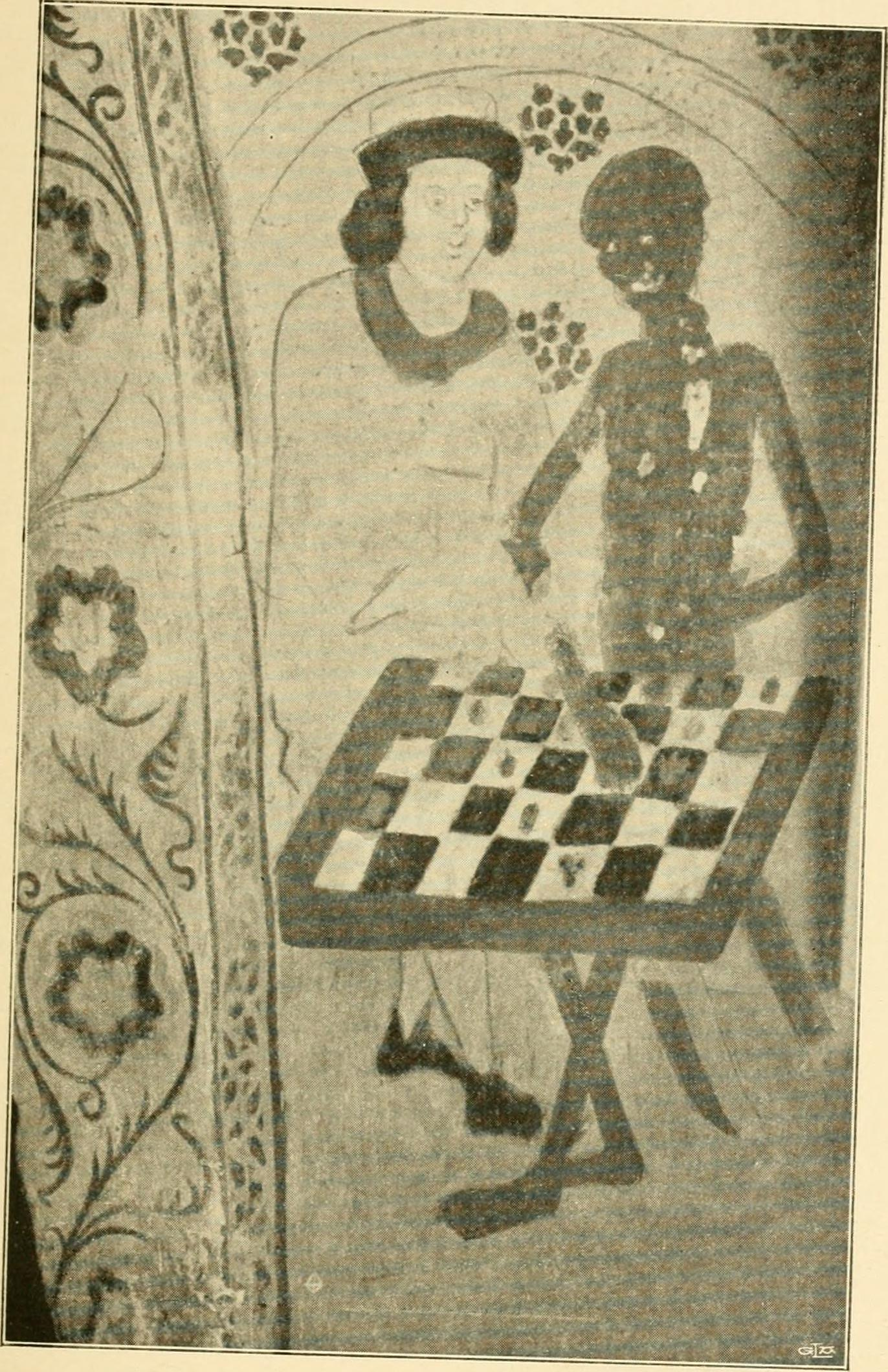
Смерть, играющая в шахматы (Швеция, XV век)

Ладья достигает берега, и умерших приводят в покои Смерти; с ними вместе ведут и Перевозчика, арестованного за то, что он допустил бунт на Ладье. В зале, где их ждёт Смерть, есть покрытая паутиной дверь, у которой ждёт паук Арахна — это последний этап пути, за которым умершего ждёт вечное забвение. Видя жизнелюбие Выливахи, Смерть предлагает ему сыграть в шахматы, хотя тот и понимает, «какой нечеловеческий ум играет им, какая рассчитанная на сто ходов вперёд предусмотрительность связывает его по рукам и ногам, как никому, никогда не удастся выиграть у этого высшего и холодного существа». Выливаха проигрывает партию. Смерть предлагает ему сыграть на то, чтобы в случае выигрыша каждому из его спутников было дано ещё по двадцать лет жизни, а самого Выливаху забрала бы Арахна. Тот соглашается. Он начинает проигрывать, но понимает, что надо играть иначе, не по ожидаемым правилам: «Потому что человек только тогда человек, когда он дерзко рвёт унылое предопределение и плюёт на „извечный“ закон». Когда Смерть отвлекается, Выливаха чуть подвигает и затем бьёт её ладью, и в результате выигрывает партию. Однако остальные не хотят обретать жизнь ценой смерти Выливахи, и каждый отдаёт ему и его возлюбленной по два годы своей жизни. В результате Выливаха и девушка должны прожить на земле ещё по шестьдесят лет.
Вода извергает умерших, вновь обретших жизнь, на поверхность Святого Озера недалеко от Рогачёва. Выливаха с возлюбленной встречают похоронную процессию с его пустым гробом и вместе с обрадованными друзьями направляются в замок.

## Художественные особенности
Рыгор Бородулин пишет о том, что главный герой повести Гервасий Выливаха — это, в сущности, сам автор, который тоже исповедовал принцип «Делай неожиданное, делай, как не бывает, делай, как не делает никто, — и тогда победишь» (мысли Выливахи во время игры в шахматы со Смертью). Он называет произведение Короткевича «возвышенной сагой» (бел. узнёслая сага), воспевающей Беларусь, Рогачёвщину, Днепр.
Язык произведения подвергся искажению в силу редакторских правок как русского перевода, так и белорусского оригинала в советских изданиях. Первое неподцензурное издание повести, опубликованное в 2010 году, включало исходную рукопись Короткевича 1964 года (подаренную Рыгору Бородулину, которому и посвящена повесть), текст книжного издания 1978 года с указанием правок редакторов, машинописный вариант русского перевода Василя Сёмухи с правкой Короткевича, а также комментарии и обзор цензурных поправок. По словам составителя сборника Глеба Лободенка, в текст перевода Сёмухи было внесено 84 исправления, а в белорусский текст — 212. В целом, текст русского перевода был поправлен менее значительно, чем белорусский текст, хотя редакторы русского перевода учли замечания самого Короткевича к переводу Сёмухи несистематически, произвольным образом. В белорусском же оригинале «советские редакторы-корректоры упростили язык Короткевича, подогнали его под шаблон».
К систематической правке белорусского оригинала относится, например, удаление из текста во многих случаях слов «беларус», «беларускі». Редакторы унифицировали написание ладьи как судна и ладьи как шахматной фигуры (которая чуть было не принесла Выливахе проигрыш во второй партии со Смертью), хотя в оригинале только первая из них названа с заглавных букв («Ладдзя Роспачы»), тогда как вторая со строчных («ладдзя роспачы»).
Жанр повести в подзаголовке был также обозначен по-разному: если в оригинале это «навела», то в русском переводе — «легенда», а в первом белорусском издании — «повесть».

## Адаптации
В 1987 году режиссёр Олег Белоусов снял по повести мультипликационный фильм «Ладья отчаянья», в сокращении излагающий события произведения (в частности, Выливаха и Смерть играют в кости, а не в шахматы).
В 1993 году на Белтелерадиокомпании сделана радиопостановка повести (на белорусском языке).
В 2004 году музыкальная группа «Стары Ольса» выпустила диск «Ладдзя роспачы» с записью аудиоспектакля по повести.
В 2014 году музыкальная группа «Dzieciuki» выпустила видеоклип на песню «Ладдзя роспачы» («Ладзьдзя роспачы») с мотивами из повести.